# Montargis
Montargis település Franciaországban, Loiret megyében. Lakosainak száma 14 819 fő (2022. január 1.). Montargis Châlette-sur-Loing, Amilly és Villemandeur községekkel határos.

## Népesség
A település népességének változása:
| Lakosok száma | 18 225 | 16 110 | 15 020 | 15 794 | 14 326 | 14 254 | 14 643 | 14 976 | 14 738 | 14 819 |
|               | 1968   | 1982   | 1990   | 2006   | 2013   | 2015   | 2017   | 2019   | 2020   | 2022   |

## Érdekességek
- Montargis-ból származik Quentin, a Pofa be! című filmvígjáték Gérard Depardieu által megformált főhőse, egyben a komikus színész egyik legemlékezetesebb alakítása.